# Peligro sísmico

El Cinturón de fuego del Pacífico es una de las zonas con mayor peligro sísmico a nivel mundial.

El peligro sísmico (o peligrosidad sísmica) de una región se denomina a la probabilidad de que se produzcan en ella movimientos sísmicos de una cierta importancia en un plazo determinado. No debe confundirse este concepto con el de riesgo sísmico, que depende de factores antrópicos y se refiere a los daños potenciales. 

## Introducción
El peligro sísmico es una magnitud geofísica que da la probabilidad de ocurrencia de sismos en un área geográfica específica durante un intervalo de tiempo determinado e involucrando aceleraciones del suelo por encima de cierto valor dado. Da idea por tanto de la probabilidad de que se produzcan determinadas aceleraciones del suelo. Ya que a menudo se confunden los términos de peligro sísmico y riesgo sísmico, es necesario indicar que este se refiere a la probabilidad de ocurrencia de pérdidas o daños ocasionados por sismos (involucra variables antrópicas). Mientras el peligro sísmico es más elevado en la costa de Alaska que en la costa de Argelia, el riesgo es mayor en la segunda debido a la mayor densidad de población.
Las estimaciones de peligro sísmico, están frecuentemente basadas en análisis estadísticos de la historia sísmica (catálogo) del área de interés. Una fórmula empírica frecuente la probabilidad ocurrencia de algún terremotos de intensidad {\displaystyle M\geq M_{0}} en un período {\displaystyle T} es:

(1){\displaystyle {\mbox{Prob}}(M_{0},T)\approx 1-\left[1-{\frac {1}{T_{r}(M_{0})}}\right]^{T}}

Donde:
{\displaystyle T_{r}(M_{0})}, es el período de retorno sísmico, para terremotos de intensidad {\displaystyle M_{0}}.
Admitiendo que la ocurrencia de terremotos está gobernado por un proceso de Poisson la probabilidad de que en período T ocurrieran k terremotos de intensidad superior a un cierto umbral sería:

(2){\displaystyle {\mbox{Prob}}(k;M_{0},T)={\frac {1}{k!}}\left({\frac {T}{T_{r}}}\right)^{k}e^{-{\frac {T}{T_{r}}}}}

Por tanto la probabilidad de ocurrencia de algún terremoto vendría dada por:

(3){\displaystyle {\mbox{Prob}}(M_{0},T)=1-{\mbox{Prob}}(0;M_{0},T)=1-e^{-{\frac {T}{T_{r}}}}}

Esta última fórmula coincide numéricamente con la fórmula empírica (1).

## Mapas
El peligro sísmico al estar referidos a la ocurrencia de terremotos en una región es representable mediante mapas. Estos mapas son instrumentos de representación elaborados a partir del estudio de los siguientes factores de la región: registro histórico de los terremotos, localización de las fallas, etc.

Mapa de peligrosidad sísmica en España.
Peligrosidad sísmica en Francia
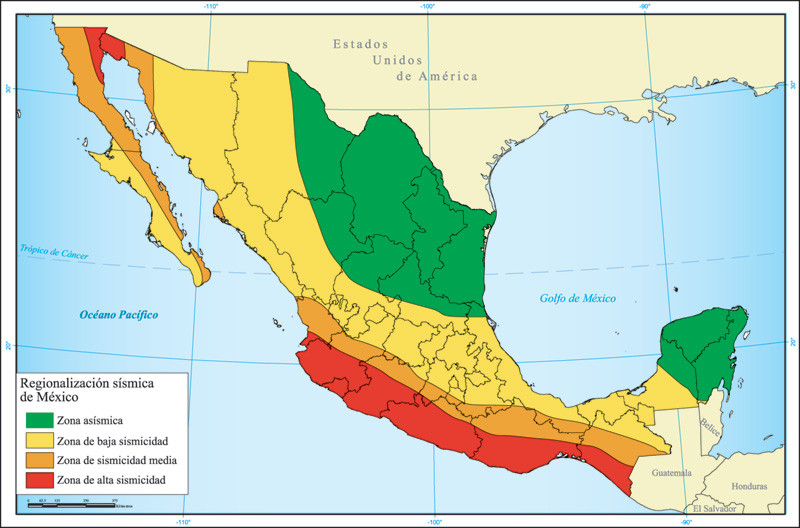
Peligrosidad sísmica en México.
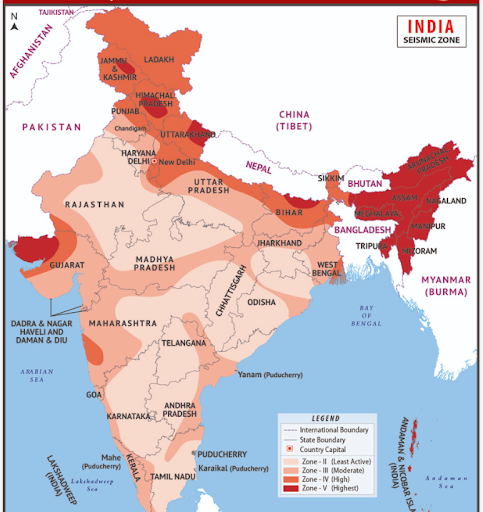
Peligrosidad sísmica en India
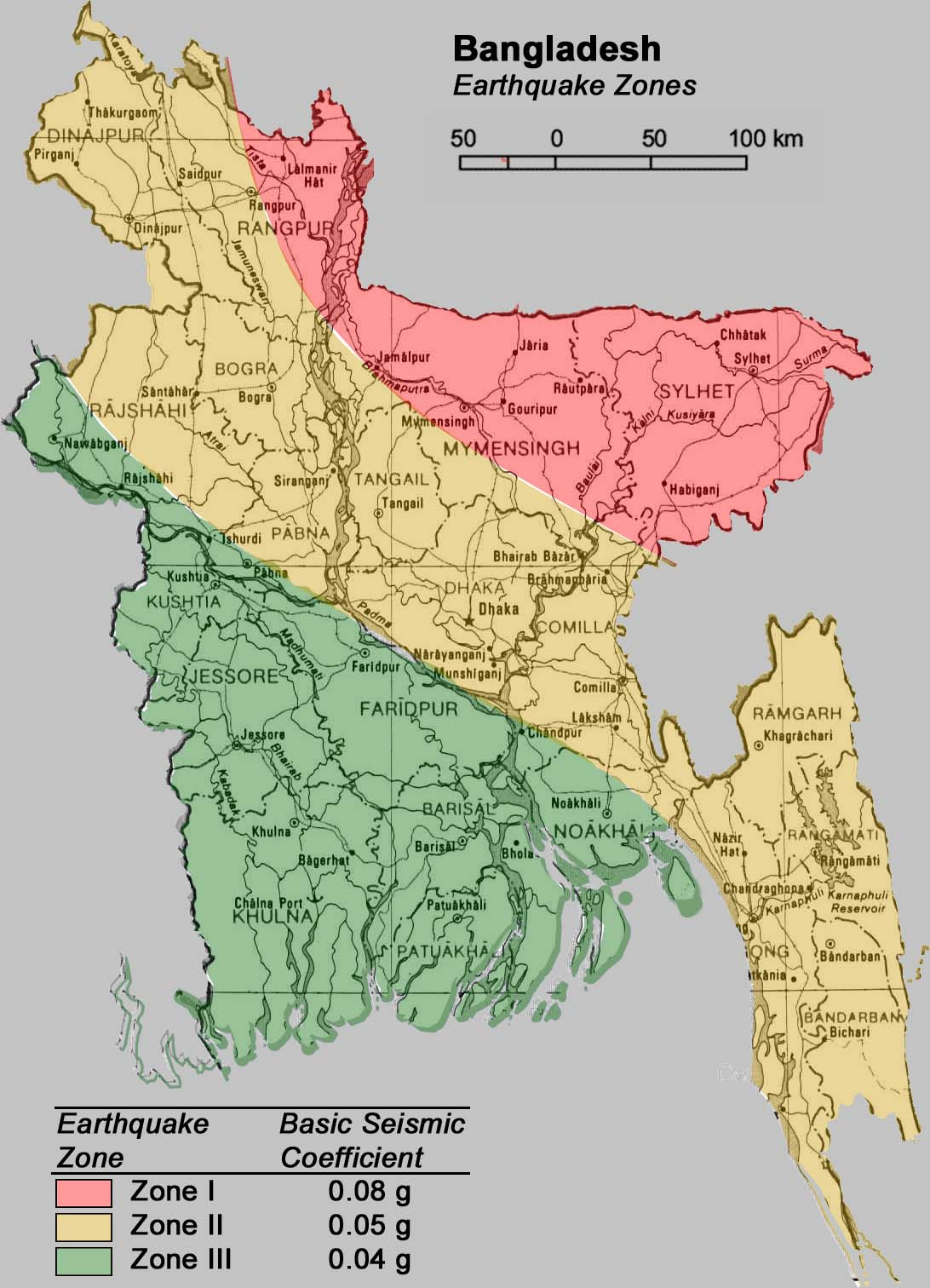
Peligrosidad sísmica en Bangladesh
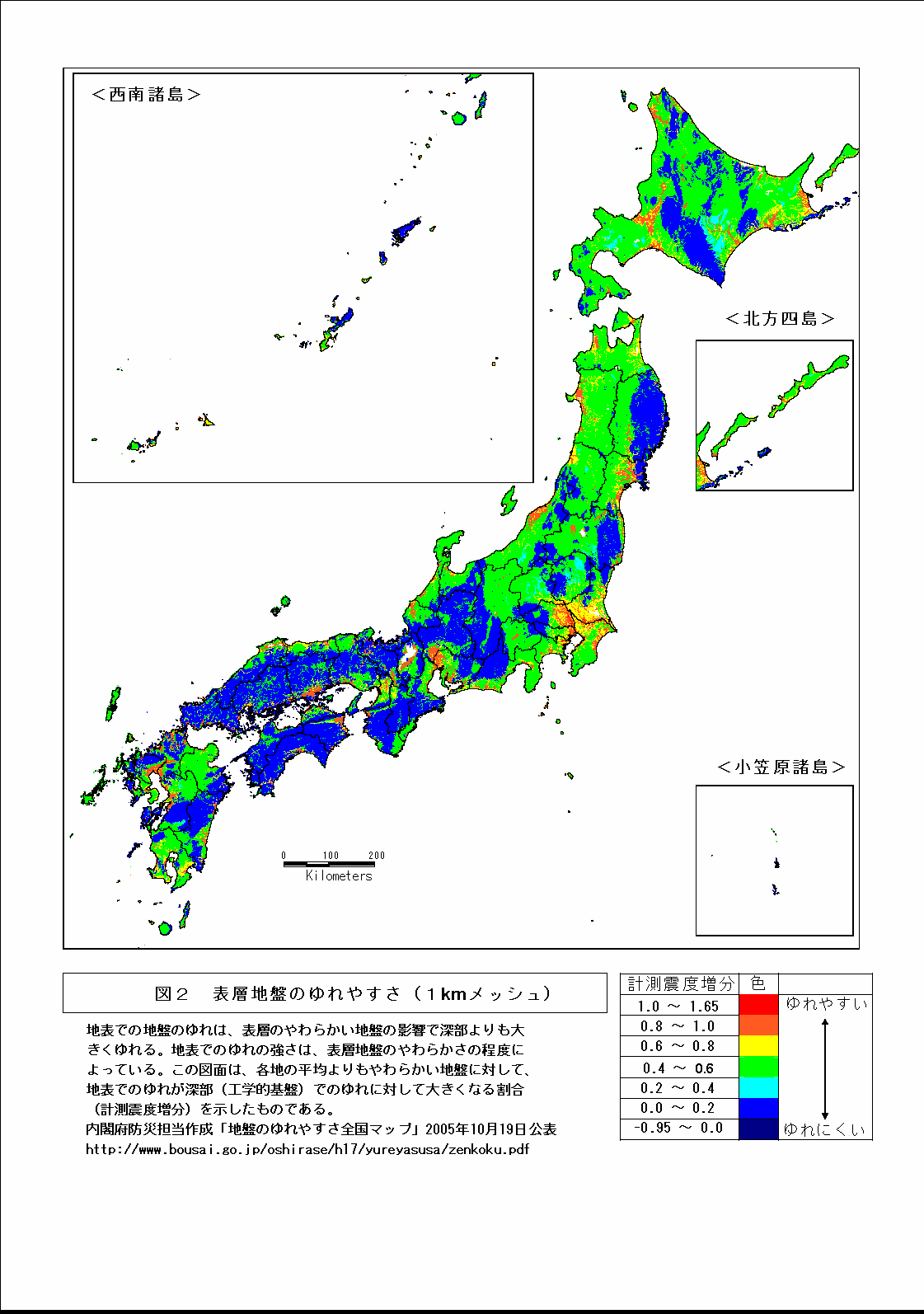
Peligrosidad sísmica en Japón
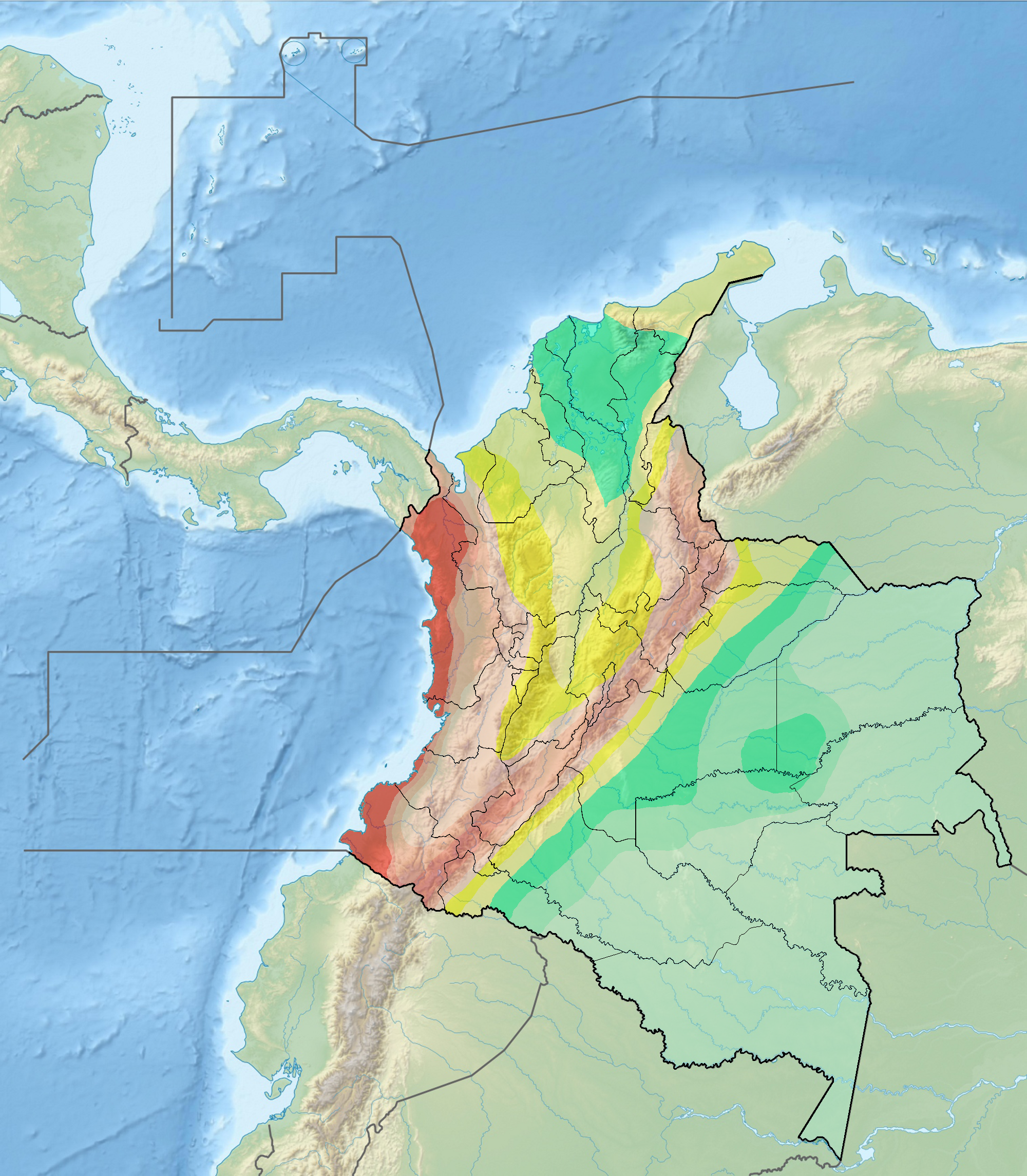
Peligrosidad sísmica en Colombia